# Nagyon vadon – Bolondos vadászidény
A Nagyon vadon – Bolondos vadászidény (eredeti cím: Open Season: Scared Silly) amerikai 3D-s számítógépes animációs film, a Nagy vadon-filmek 4. része.

## Cselekmény
A történet valamikor a második és a harmadik film között játszódik.
Elliot, a szarvas az állatoknak meséli el a "vadul vonyító vérfarkas" legendáját, ami nagyon kiakasztja Boogot. A szarvas úgy dönt, hogy szembesíteni fogja a medvét a a vérfarkassal, hogy legyőzze félelmét. Az első részből megismert vadász, Shaw most túravezetőként dolgozik a városban, mivel a vadászidény illegális lett. Elliot, Boog és Pind úr elindul a holt medve szurdoknak elkeresztelt völgybe. Az egyik szarvas, Ian öltözik be vérfarkasnak, ám véletlenül elbotlik és a dolgok rosszul sülnek el, mivel Shaw, aki épp a szurdokban vezeti a turistákat, észreveszi és úgy dönt, hogy le fogja vadászni a "szörnyet". El is megy Gordy sheriffhez, hogy minden embert meggyőzzön arról, hogy újra kell nyitni a vadászidényt. Ezt a beszélgetést Boog és Elliot is kihallgatja. A két állat elmenekülnének, de véletlenül olyan zajt csapnak, hogy az emberek azt hiszik, a vérfarkas ólálkodott a városban. Ezután a sheriff újranyitja a vadászidényt, de kiköti, hogy Shaw csak és kizárólag a vérfarkast lőheti le, de a vadász régóta bosszút akar állni az erdő állatain...

## Szereplők
| Szereplő     | Eredeti hang      | Magyar hang                      |
| ------------ | ----------------- | -------------------------------- |
| Boog         | Donny James Lucas | Kálloy Molnár Péter              |
| Elliot       | Will Townsend     | Csőre Gábor                      |
| Pind úr      | Will Townsend     | Hamvas Dániel Varga Donát (ének) |
| Giselle      | Melissa Sturm     | Gubás Gabi                       |
| Ian          | Brian Drummond    | Vass Gábor                       |
| Reilly       | Brian Drummond    | Háda János                       |
| McMóki       | Lee Tockar        | Reviczky Gábor                   |
| Haver        | Lee Tockar        | Kossuth Gábor                    |
| Serge        | Peter Kelamis     | Józsa Imre                       |
| Shaw         | Trevor Devall     | Besenczi Árpád                   |
| Gordy seriff | Lorne Cardinal    | Papp János                       |
| Ed           | Garry Chalk       | Kerekes József                   |
| Edna         | Kathleen Barr     | Kocsis Mariann                   |
| Bobbie       | Kathleen Barr     | Pogány Judit                     |
| Rosie        | Shannon Chan-Kent | Andresz Kati                     |
| Marcia       | Shannon Chan-Kent | Nemes Takách Kata                |
| Maria        | Michelle Murdocca | Orosz Anna                       |